# Tahr

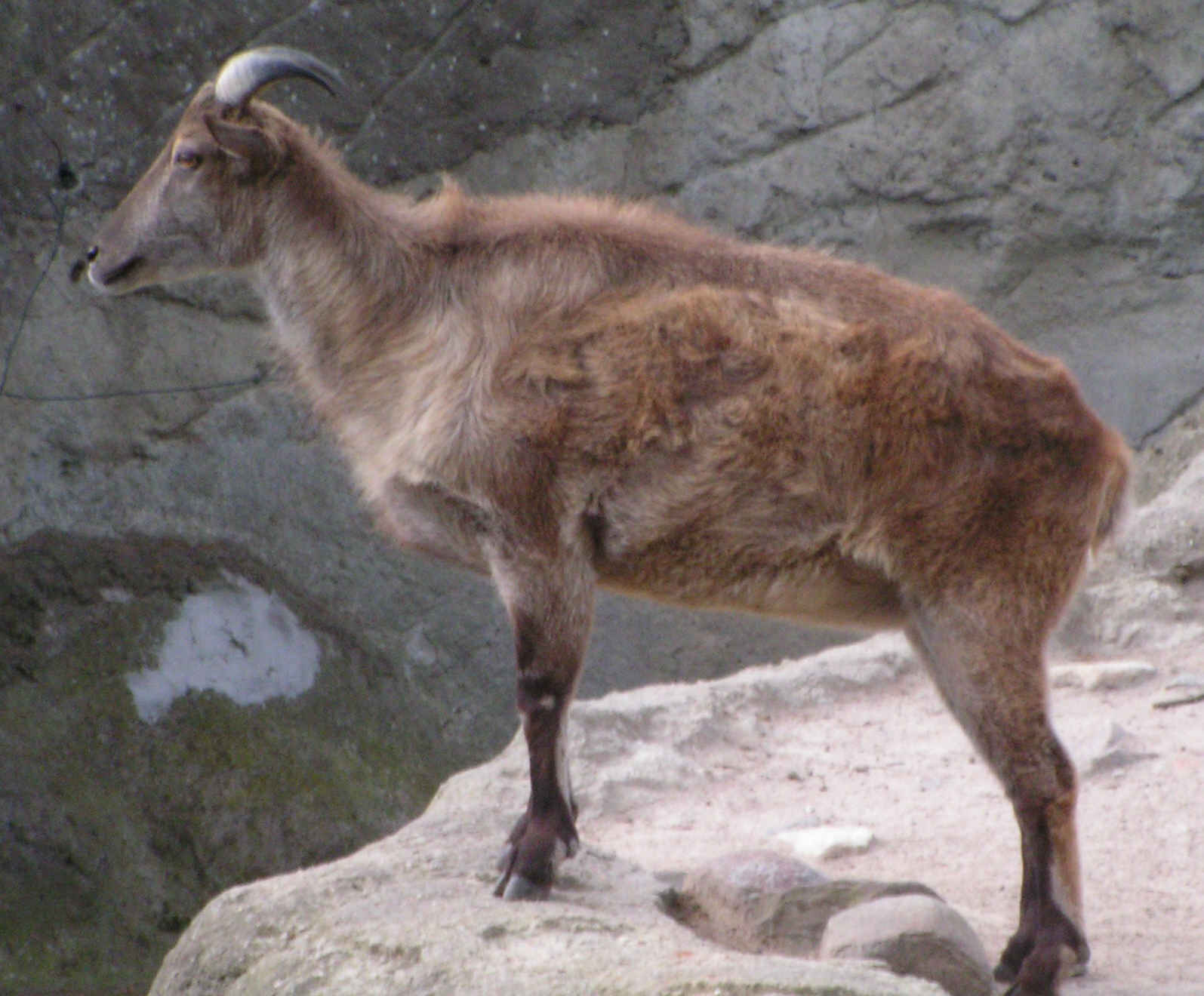
Himalaya-Tahr (Hemitragus jemlahicus)

Als Tahr werden verschiedene Vertreter der Ziegenartigen bezeichnet, die in Asien verbreitet sind. Ursprünglich wurden sie in der Gattung Hemitragus vereint, nach einer Studie aus dem Jahr 2005 gehören die Tahre aber unterschiedlichen Gattungen an. Die Tahre umfassen mit dem
Himalaya-Tahr (Hemitragus jemlahicus) in der Himalaya-Region, dem Nilgiri-Tahr (Nilgiritragus hylocrius) im südlichen Indien und dem Arabischen Tahr (Arabitragus jayakari) auf der Arabischen Halbinsel insgesamt drei Arten.

## Merkmale

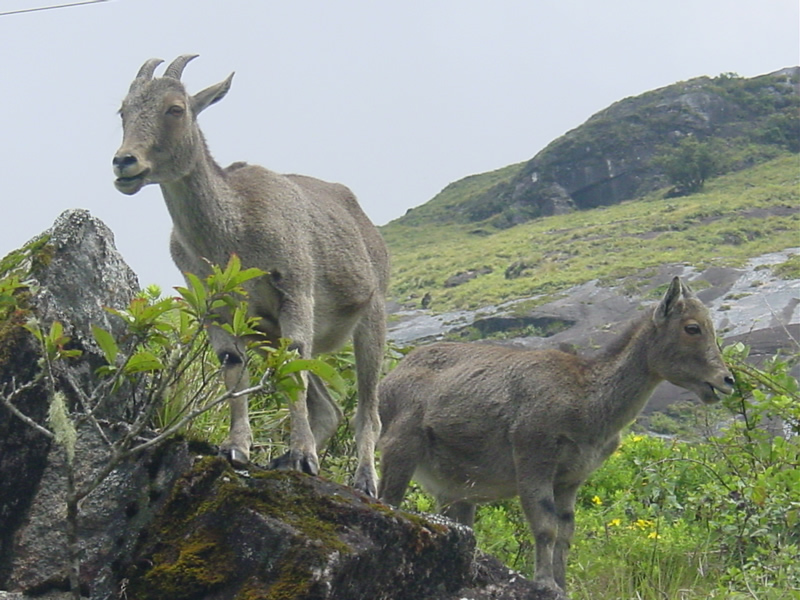
Nilgiri-Tahre (Nilgiritragus hylocrius)

Tahre sind von ziegenähnlicher Gestalt. Sie haben einen stämmigen Rumpf, kräftige Beine und breite Hufe, was sie zu guten Kletterern macht. Diese Tiere erreichen eine Kopfrumpflänge von 0,9 bis 1,4 Meter, eine Schulterhöhe von 0,6 bis 1,1 Meter und ein Gewicht von 50 bis 100 Kilogramm, wobei die Männchen schwerer werden als die Weibchen. Die Fellfarbe ist je nach Art unterschiedlich. Der Himalaya-Tahr hat ein langes, rotbraunes bis graubraunes Fell, das im Halsbereich eine dichte Mähne bildet. Auch der Arabische Tahr weist ein längeres, rotbraunes Fell und eine Mähne auf. Der Nilgiri-Tahr hat viel kürzere Haare, seine Färbung variiert je nach Geschlecht und Alter von gelbgrau bis dunkelbraun.
Beide Geschlechter haben Hörner. Diese sind nach hinten gebogen und oft seitlich abgeflacht, allerdings nicht spiralig eingedreht wie bei manchen Ziegen. Die Hörner ausgewachsener Männchen sind deutlich größer als die der Weibchen.

## Verbreitung und Lebensraum
Alle drei Tahrarten bewohnen felsige, zerklüftete Lebensräume. Himalaya-Tahre bewohnen eher waldbestandene Bergländer, Nilgiri-Tahre sind im grasbewachsenen Nilgiri-Gebirge in Südindien beheimatet und Arabische Tahre leben im trockenen, vegetationsarmen Hadschar-Gebirge im Osten der Arabischen Halbinsel.

## Lebensweise

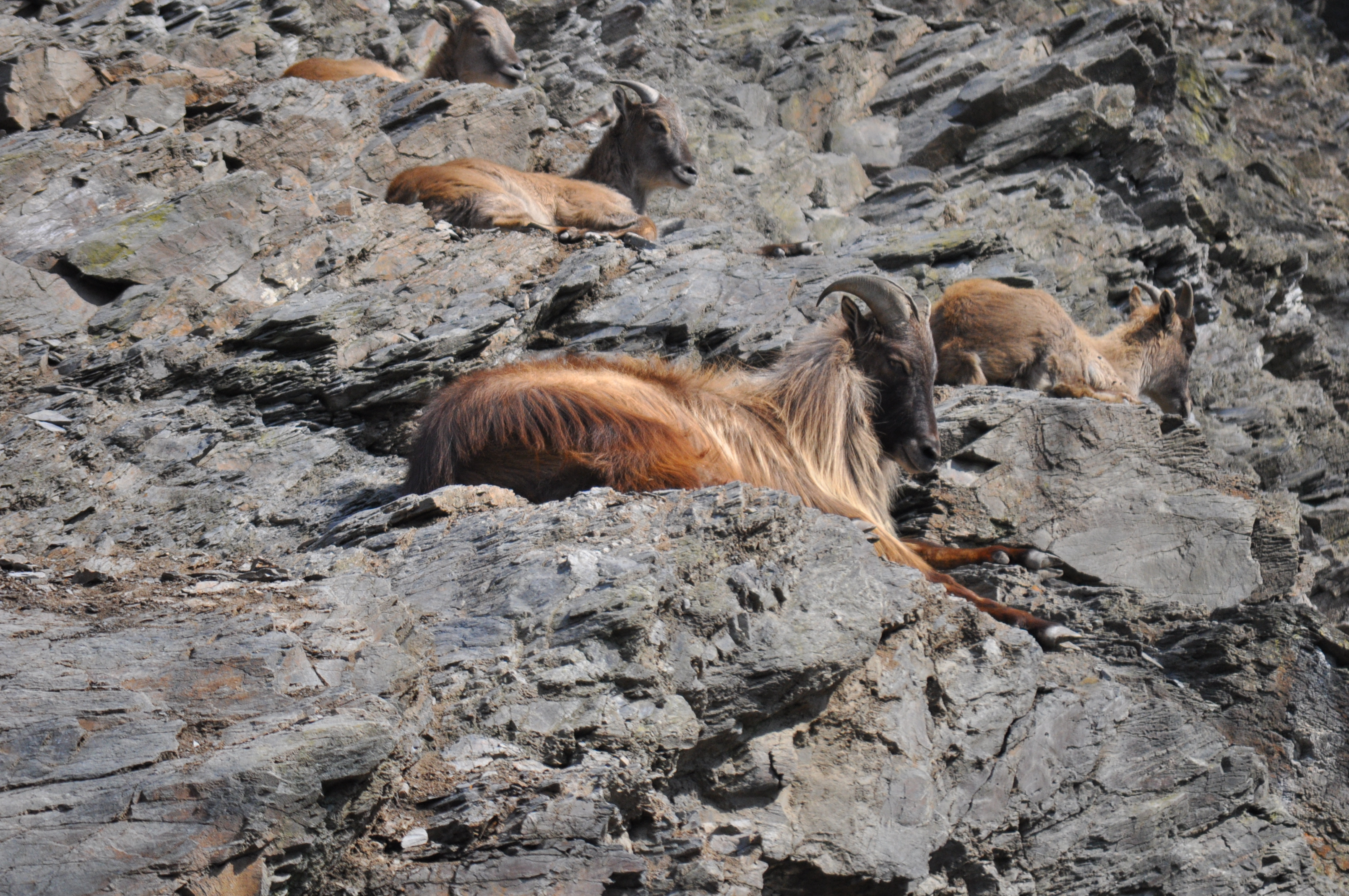
Himalaya-Tahre im Prager Zoo

Tahre sind eher dämmerungsaktive Tiere und ruhen oft tagsüber im Schutz von Felsen oder von Vegetation. Himalaya- und Nilgiri-Tahre leben in Herden, meist in getrennten Weibchen- und Männchengruppen; manchmal sind Männchen auch Einzelgänger. Nur in der Paarungszeit schließen sich die Männchen den Weibchen an und versuchen mit Kämpfen untereinander das Paarungsvorrecht zu erringen. Im Gegensatz dazu leben Arabische Tahre als Einzelgänger oder in kleinen Familienverbänden.
Tahre sind Pflanzenfresser, die sich vornehmlich von Gräsern, Wildkräutern und Blättern ernähren.

## Gefährdung
Die Zerstörung des Lebensraums und die oft illegale Bejagung stellen die Hauptbedrohung der Tahre dar. Während der Himalaya-Tahr noch relativ häufig ist, wird die Gesamtpopulation des Nilgiri- und des Arabischen Tahrs auf jeweils rund 2000 Tiere geschätzt – beide Arten sind laut IUCN stark gefährdet (endangered).

## Systematik und Benennung
Der Name „Tahr“ stammt aus der nepalesischen Sprache. Die wissenschaftliche Bezeichnung Hemitragus stammt aus dem Griechischen und bedeutet wörtlich "Halbziege".
Nach molekulargenetischen Analysen von Anne Ropiquet und Alexandre Hassanin 2005 sind die Tahre offensichtlich nicht näher miteinander verwandt. Überraschend ergab die Studie, dass die drei Arten jeweils in die Nähe ganz verschiedener Gattungen zu stellen seien. Demnach ist der Himalaya-Tahr ein Verwandter der Ziegen, der Nilgiri-Tahr wurde als Schwesterart der Schafe identifiziert, und der Arabische Tahr steht in der Nähe des Mähnenspringers. Demnach ist eine gemeinsame Gattung Hemitragus nicht aufrechtzuerhalten, und die Autoren schlagen vor, zwei neue Gattungen aufzustellen: Nilgiritragus für den Nilgiri-Tahr, und Arabitragus für den Arabischen Tahr. Weitere Studien unterstützen dieses Ergebnis.

## Trivia
Die Version 14.04 LTS des Computerbetriebssystems Ubuntu wurde auf den Namen „Trusty Tahr“ („Treuer“ oder „Zuverlässiger Tahr“) getauft.